# 全国市民オンブズマン連絡会議
全国市民オンブズマン連絡会議（ぜんこくしみんオンブズマンれんらくかいぎ）は、日本全国に81あるオンブズマン会議から成り立っている組織。国・地方公共団体等にかかわる不正・不当な行為を監視・是正することを目的とする市民オンブズマンの情報交換・経験交流や共同研究等を行う。結成は1994年7月29日。

## 概要
国や地方自治体、企業などから一切補助金・助成金を受け取らないという方針を掲げており、既成団体の圧力より完全に独立して活動を行っていると主張している。なお、公式ホームページには「全国大会の運営補助金を除く」と除外項目があり、「一切受け取らない」という主張とは矛盾が生じていたが、2020年以降は当該補助金を受け取っていないとのことである。
事務局は、事務局長の新海聡弁護士のもと、スタッフとボランティアで構成されており、名古屋市中区内のマンションの一室にある。役員には弁護士や税理士が多いが、会員のほとんどは一般市民であるとしている。
「談合・入札制度改革分科会」「公共事業分科会」「包括外部監査調査班」「議会改革分科会」「警察問題分科会」「情報公開度ランキング判定委員会」など、活動分野ごとの"分科会"に分かれてそれぞれ活動している。
1995-96年に全国市民オンブズマン連絡会議が行った「官官接待・カラ出張」追及では、25都道府県で303億8722万円を返還させた(1998年7月調査）。また、2004年以降に全国市民オンブズマン連絡会議が行った「警察裏金追及」キャンペーンでは、7道県警で1,222,234,259円を返還させた(2007/12/21現在）。2007年以降、地方議会の政務調査費追及キャンペーンでは延べ34議会で790.571.423円の返還勧告を出させている(08/7/3現在）。また、全国（都道府県・政令市）情報公開度ランキングを1997年2月から毎年1回発表している。